# Michał Słowik-Dzwon
Michał Słowik-Dzwon (ur. 18 stycznia 1907 w Szczawnicy, zm. 27 sierpnia 1980 tamże) – polski poeta, prozaik, dramaturg, artysta ludowy, samouk, działacz ruchu Związku Podhalan. uznawany za najwybitniejszego poetę pienińskiego, jeden z najwybitniejszych piewców Pienin.

## Życiorys
Michał Słowik spod Dzwona pochodził ze starego góralskiego rodu Słowików, zajmującego się rolnictwem. Był synem Wojciecha i Salomei z domu Wiercioch. Przydomek „Dzwon” pochodził od Józefa Szalaya, założyciela uzdrowiska w Szczawnicy.   
Poeta ukończył 4 klasy szkoły ludowej, austriackiej, jeszcze w okresie rozbiorów. Z powodów finansowych nie kontynuował nauki szkolnej, natomiast dużo czytał, korzystając najpierw z prywatnych książek, pożyczanych od sąsiadów, a następnie, po utworzeniu w Szczawnicy biblioteki, z zasobów bibliotecznych.  
Zebrał i zapisał ponad tysiąc pieśni i przyśpiewek góralskich.
Był współzałożycielem Pienińskiego Oddziału Związku Podhalan w Szczawnicy. Wraz z kilkoma zapalonymi regionalistami zbierał stare regionalne przedmioty codziennego użytku domowego i rzemiosła oraz dzieła sztuki ludowej. Cały zbiór tych przedmiotów dał podwaliny do otwarcia Muzeum Pienińskiego, a poeta stał się jednym z jego założycieli. Pracował w tej placówce nieprzerwanie od 1937 roku aż do śmierci.  
Słowik-Dzwon sam ułożył treść napisu wyrytego na jego nagrobku, brzmi on tak: „Niemąg jo już dłązy na ta świecie bawić. Musiołew kochąne Piąniny łostawić”. 
Muzeum Pienińskie odziedziczyło jego prace, takie jak malunki na szkle, rzeźby, korzenioplastyki oraz twórczość pisarską. Obecnie znajdują się one w małym muzeum poświęconym szczawnickiemu artyście – Izbie Pamięci Michała Słowika Dzwona w Szczawnicy.

## Twórczość
Zafascynowany miejscowymi legendami i podaniami, zasłyszanymi od gazdów, w wieku 18 lat napisał czteroaktową sztukę ludową Janosik Hetman Zbójnicki. Była ona wystawiana w Szczawnicy przez Zespół Amatorski od 1928 aż do II wojny światowej. Kolejna jego czteroaktówka Sobkowe kochanie z 1936 roku także była wystawiana do wybuchu wojny. Po wojnie napisał ciąg dalszy do sztuki o Janosiku: Prawo pierwszej nocy oraz Janosikowa kochanka, oraz osiem innych sztuk, które jednak nie doczekały się wystawienia. 
Od 1952 zajął się także prozą. Zbiór jego opowiadań i nowel nosi tytuł W pienińskiej krainie. Napisał też dwie powieści: Turowy Róg i Zbójnicki róg. Kilka zbiorów jego wierszy i opowiadań, pisanych gwarą, zostało wydanych staraniem Związku Podhalan. Najważniejsze dzieła poety opublikowało – w opracowaniu Andrzeja Kudasika – Wydawnictwo Miniatura. 

## Upamiętnienie
W 2003 roku na murze domu, w którym urodził się poeta, zamontowano tablicę pamiątkową, którą ufundował Pieniński Oddział Związku Podhalan w Szczawnicy. W mieście powstała też Izba Pamięci Michała Słowika-Dzwona, a w 2018 roku przy ulicy Głównej stanęła Ławka Michała Słowika-Dzwona. Ów pomnik ławkowy wykonał Marcin Lichosyt, artysta ludowy, rzeźbiarz z Orawy. Z kolei nad Grajcarkiem, uchodzącym do Dunajca, wybudowano kładkę –  Most im. Michała Słowika-Dzwona. 

## Rodzina
Kuzynką poety była artystka ludowa Zofia Wiercioch (ur. 1928, zm. 2013), a kuzynem Jan Wiercioch (ur. 1933, zm. 2019), odznaczony w 2012 roku Złotym Krzyżem Węgierskim Zasługi „w uznaniu jego działań na rzecz ratowania życia węgierskich uchodźców w 1956 roku" oraz Medalem za Zasługi dla Miasta i Gminy Szczawnica im. Józefa Szalaya. Synem tegoż kuzyna jest pisarz Wojciech Wiercioch, a synową – pisarka Jolanta Szymska-Wiercioch.